# Vittorio Godigna
Vittorio Godigna, también conocido como Francis Godigna (Pula, Reino de Italia; 12 de febrero de 1908- ...), fue un futbolista y entrenador de fútbol italiano, que se desempeñaba como mediocampista.

## Biografía
Originario de Pula (actual Croacia), Godigna fue futbolista primero en Italia y luego en Venezuela, donde emigró en 1935.
Se retiró y se convirtió en el primer entrenador de la selección de fútbol de Venezuela, cuando los dirigió en los IV Juegos Centroamericanos y del Caribe de 1938. También se dedicó a la esgrima, de la cual organizó un torneo en Venezuela en 1940.